# Nevania
Nevania  (лат.) — ископаемый род перепончатокрылых насекомых из семейства Praeaulacidae (Evanioidea). Вместе с родом Eonevania выделяют в подсемейство Nevaniinae Zhang & Rasnitsyn, 2007. Обнаружены в юрских отложениях Центральной Азии (Казахстан, Китай). 

## Описание
Среднего размера наездники: длина тела от 10 до 18 мм. Усики нитевидные (до 28 члеников), скапус короткий. Затылочный киль развит. Переднеспинка длинная. Метапостнотум развит. Жилкование переднего крыла хорошо развито с 11 замкнутыми ячейками. Базальные первые два членика метасомы трубчатые и узкие, фактически образуют стебелёк между грудкой и брюшком (который состоит из двух сегментов: петиоль + постпетиоль). Яйцеклад короткий. Предположительно были паразитами насекомых, обитающих в древесине. 
Род был впервые выделен в 2007 году китайским энтомологом Х. Жангом (H. Zhang, State Key Laboratory of Palaeobiology and Stratigraphy, Nanjing Institute of Geology and Palaeontology, Китайская академия наук, Нанкин, Китай) и российским гименоптерологом профессором Александром Павловичем Расницыным (Палеонтологический институт РАН, Москва).
- †Nevania aspectabilis Li et al., 2014
- †Nevania delicata Zhang & Rasnitsyn, 2007
- †Nevania exquisita Zhang & Rasnitsyn, 2007
- †Nevania ferocula Zhang & Rasnitsyn, 2007
- †Nevania karatau Zhang & Rasnitsyn, 2008 — Казахстан[4]
- †Nevania malleata Zhang & Rasnitsyn, 2007
- †Nevania perbella Li et al., 2014
- †Nevania retenta Zhang & Rasnitsyn, 2007
- †Nevania robusta Zhang & Rasnitsyn, 2007 typus